# Caryoborus gracilis
Caryoborus gracilis là một loài bọ cánh cứng trong họ Bruchidae. Loài này được Nilsson miêu tả khoa học năm 1993.